# Hedysarum limitaneum
Hedysarum limitaneum är en ärtväxtart som beskrevs av Hand.-mazz. Hedysarum limitaneum ingår i släktet buskväpplingar, och familjen ärtväxter. Inga underarter finns listade i Catalogue of Life.